# Alessandra Silva
Alessandra Silva (* 2. Juli 1991) ist eine brasilianische Hürdenläuferin, die sich auf die 400-Meter-Distanz spezialisiert hat.

## Sportliche Laufbahn
Erste internationale Erfahrungen sammelte Alessandra Silva im Jahr 2016, als sie bei den Ibero-Amerikanischen Meisterschaften in Rio de Janeiro in 58,51 s den vierten Platz über 400 m Hürden belegte. 2019 erreichte sie bei den Südamerikameisterschaften in Lima nach 57,18 s ebenfalls Rang vier und gewann dort in 3:35,29 min gemeinsam mit Ana Azevedo, Marlene Santos und Tiffani Marinho die Silbermedaille mit der brasilianischen 4-mal-400-Meter-Staffel hinter dem Team aus Kolumbien. 
2018 wurde Silva brasilianische Meisterin im 400-Meter-Hürdenlauf sowie 2017 in der 4-mal-400-Meter-Staffel.

## Persönliche Bestzeiten
- 400 Meter: 54,01 s, 5. Mai 2019 in São Paulo
- 400 m Hürden: 57,18 s, 25. Mai 2019 in Lima